# Копець Іван Іванович
Іван Іванович Копець (19 вересня 1908, Царське Село, тепер місто Пушкін, Російська Федерація — застрелився 22 червня 1941, місто Мінськ) — радянський військовий діяч, генерал-майор авіації, командувач ВПС Західного особливого військового округу (Західного фронту), Герой Радянського Союзу (21.06.1937). Депутат Верховної Ради СРСР 1-го скликання (1937—1941).

## Біографія
Народився в родині робітника-слюсаря. З 1916 року навчався в міському училищі міста Гельсінгфорса. У 1918 році разом з родиною переїхав до міста Ішима. У 1925 році закінчив 8 класів школи другого ступеня в місті Ішимі Тюменської області, після чого працював секретарем окружного суду.
У Червоній армії з 1927 року. Військову освіту здобув у Ленінградській військово-теоретичній школі (1928), в Качинській 1-й військовій школі пілотів імені М'ясникова (1929) і на курсах удосконалення вищого начальницького складу при Військовій академії імені Фрунзе (1935, 1941).
З 1929 року служив інструктором у Качинській військовій школі пілотів. З 1930 по 1932 рік — льотчик-інструктор 1-ї навчально-льотної авіаційної ескадрильї при Військово-повітряній академії імені Жуковского. У 1932 році здійснив аварії літака і був засуджений до трьох років позбавлення волі. 22 лютого 1933 року звільнений за амністією.
З 1933 року служив у 70-му окремому винищувальному авіазагоні авіаційної бригади при Військово-повітряній академії імені Жуковского, командував ланкою і загоном.
З вересня 1936 року — льотчик, потім командир авіаційної групи Хозе (Ричагова) у військах республіканської Іспанії під час громадянської війни 1936—1939 років. Літав на біплані Ньюпор-52, потім на винищувачі І-15. Збив шість літаків супротивника, нагороджений орденом Червоного Прапора, удостоєний звання Героя Радянського Союзу з врученням ордену Леніна і особливої грамоти. Покинув Іспанію 17 червня 1937 року. Член ВКП(б).
У червні 1938 року призначений заступником командувача ВПС Ленінградського військового округу. Під час радянсько-фінської війни був командувачем ВПС 8-ї армії, особисто брав участь у бойових вильотах.
З квітні 1940 року — командувач Військово-повітряних сил (ВПС) Білоруського особливого військового округу. Восени 1940 року зазнав травм у авіаційнії катастрофі, лікувався і навчався на курсах удосконалення вищого начальницького складу.
З березня по 22 червня 1941 року — командувач ВПС Західного особливого військового округу (Західного фронту). З початком німецько-радянської війни застрелився у своєму робочому кабінеті в Мінську.

## Звання
- старший лейтенант (1935—1936)
- полковник (1937)
- комбриг (22.02.1938)
- комдив (31.03.1940)
- генерал-майор авіації (4.06.1940)

## Нагороди
- Герой Радянського Союзу (21.06.1937)
- два ордени Леніна (21.06.1937, 19.05.1940)
- орден Червоного Прапора (2.01.1937)
- медаль «XX років Робітничо-Селянській Червоній Армії» (22.02.1938)